# Халилов, Таир Бекирович
Таир Бекирович Халилов (род. 6 сентября 1940, Новый Карабай, Крымская АССР) — крымскотатарский писатель, член Национального Союза писателей Украины.

## Биография
Родился 6 сентября 1940 года в селе Новый Карабай (ныне Возрождение) Старо-Крымского района Крымской АССР. Мать — Фатиме Халилова (1893—1945). Отец, Бекир Халилов (р. 1892) — признанный специалист по табаководства, участник ВДНХ в Москве.
18 мая 1944 года семью из семи человек (родители и пятеро детей) арестовали и под конвоем привезли на железнодорожную станцию Ислам-Терек (ныне Кировское). Оттуда депортировали в Макариевский район Костромской области. Таир рос в детском доме в Узбекистане.
После окончания средней школы с русским языком обучения прошёл службу в армии. В 1969 году окончил Ташкентский сельскохозяйственный институт, где получил специальность «ученый-агроном, плодоовощевик-виноградарь». С 1969 по 1971 год работал в садвинсовхозе «Ахангаран-2» Ташкентской области. Делал попытку вернутся в Крым в 1971 году, был выслан МВД.
В Крым вернулся в мае 1990 года, поселился в селе Пушкино Советского (Ичкинского) района.

## Деятельность
Таир Халилов написал повесть «Отнятая Родина», которая рассказывает о депортации крымскотатарского народа. На родном языке её опубликовали в журнале «Йылдыз», 2008 года, № 1-6 и 2009 год № 1.

## Творческое наследие
- 1985 — «Запах базилика»
- 1987 — «Первый снег»
- 2008 — повесть «Отнятая Родина»

## Достижение
- 4 декабря 2018 года Таир Халилов стал лауреатом специальной номинации «Вклад в развитие крымскотатарской литературы».

## Критика
Повесть крымскотатарского писателя остро психологическая. Лейтмотив — ожидание старым отцом возвращения сына. По словам Николая Скибы, историка, этнолога и арт-критика, «смертельное душевное напряжение открывает раны памяти, сквозь которые проглядывает история изгнания его семьи из земли предков».
Влияние постмодернизма или авангарда прослеживается в произведениях Т. Халилова, который "исследует пограничные состояния человеческого существования, что делает его письмо близким к философии экзистенциализма, в частности в повести «До последнего вздоха». Некоторые произведения включены в школьную программу по крымскотатарской литературе.